# Аланська мова
Аланська мова — мова аланів, іраномовного народу, відомого з I ст. до н. е., що виділявся із сарматської спільноти. З початком I тис. н. е. алани розселилися в Передкавказзі, Приазов'ї, Криму, басейні Дону. У XI ст. ареал аланської мови був сильно скорочений половцями, остаточно аланський союз племен розпався при нашесті монголів і Тимура. Залишки аланів у вигляді предків сьогоднішніх осетинів збереглися в горах Кавказу. Інша частина аланів змогла в XIII ст. переселитися в Угорщину, де до XIX ст. зберігала свою яську мову. Основним матеріалом, що дозволяє вивчати мову аланів, є топоніміка та стародавня антропнімія, а також численні запозичення, що закріпилися в мовах інших народів.

## Зеленчуцький напис
З усього наявного мовного матеріалу саме аланським вважається Зеленчуцький надгробний напис, виконаний грецьким письмом. На цій підставі вважається, що в X–XIII ст. у алан була писемність.

## Фонетика
Найближча до аланської фонетика архаїчного дигорського діалекту осетинської мови. Основні відмінності:
- в аланській ще не відбувся перехід a > o перед носовими (ban «день», nam «ім'я»)
- в аланській відсутні смично-гортанні п', т', ц', ч', к', засвоєні осетинською з кавказького субстрату, а також х' (q), засвоєний з тюркських мов.